# Йоахім Вамбсґанс
Йоахім Вамбсґанс (1961, Ландау) — німецький астрофізик, спеціаліст з космології, гравітаційного лінзування, рентгенівської астрономії та екзопланет, професор Гайдельберзького університету та директор Інституту астрономічних обчислень.

## Біографія
Йоахім Вамбсґанс вивчав астрономію та фізику в Гайдельберзі та Мюнхені в 1981–1987 роках, захистивши дисертацією про мікролінзування. З 1990 по 1992 рік працював у Принстонському університеті. Потім він займався дослідженнями в Інституті астрофізики Макса Планка в Гархінзі та в Астрофізичному інституті в Потсдамі. У 1999 році він став професором Потсдамського університету, а в 2004 році перейшов на роботу в Гайдельберзький університет. У зимовому семестрі 2008/2009 років він працював запрошеним професором імені Пачинського в Принстонському університеті, а в літньому семестрі 2013 року отримав звання запрошеного професора імені Шредінгера в Центрі теоретичної фізики Паулі в Цюриху, який спільно підтримується Федеральною вищою технічною школою Цюриха та Цюрихським університетом.
Вамбсґанс належить до таких наукових асоціацій, як Американське астрономічне товариство, Астрономічне товариство[прояснити] та Німецьке фізичне товариство. Він також займається Дитячим університетом. З листопада 2014 року є членом Ради з інформаційних інфраструктур.

## Відзнаки
- 2006: Астероїд 19162 Вамбсґанс названий на його честь
- 2008: Запрошений професор імені Пачинського кафедри астрофізичних наук Принстонського університету
- 2013: Запрошений професор імені Шредінгера, Центр теоретичної фізики Паулі, Федеральна вища технічна школа Цюриха та Цюрихський університет
- 2014: Премія Вернера та Інге Грютер за наукову комунікацію
- 2017: Президент Астрономічного товариства
- 2017: Премія Георга Кершенштейнера

## Дивіться також
- Космологія
- Гравітаційне лінзування
- Рентгенівська астрономія
- Екзопланета
- Космічна обсерваторія TESS
- Космічна обсерваторія Kepler